# Marko Krevs
Marko Krevs, slovenski geograf in pedagog, * 1963.
Predava na Oddelku za geografijo Filozofske fakultete Univerze v Ljubljani.